# James Jordan
James Jordan (* 14. März 1979 in Houston, Texas) ist ein US-amerikanischer Schauspieler.

## Leben
James Jordan stammt aus der Millionenstadt Houston in Texas. Seine Kindheit verbrachte er in Texas und Colorado, bis seine Mutter Anfang der 1990er Jahre mit ihm und seiner Schwester in den Bundesstaat Missouri zog, wo er die Webb City High 1997 abschloss. Anschließend studierte er Theater an der Missouri Southern University und erwarb später einen Master of Fine Arts von der University of California, Los Angeles.
Seine erste Rolle vor der Kamera übernahm er 2005 mit einem Auftritt in dem Kurzfilm Til Parole Do Us Part. Es folgten Gastrollen in den Serien Over There – Kommando Irak, CSI: Vegas, Close to Home, Cold Case – Kein Opfer ist je vergessen, Just Legal, Without a Trace – Spurlos verschwunden, CSI: Miami, The Closer, 24, Justified, Body of Proof, True Blood, The Mentalist, Blue und Fargo. Zwischen 2006 und 2019 war er in Veronica Mars in unregelmäßigen Abständen in einer Nebenrolle zu sehen.
2016 war Jordan in den Filmdramen Certain Women und Message from the King jeweils in kleinen Rollen zu sehen. 2017 folgte in der Rolle des Pete Mickens ein Auftritt im Film Wind River. Nach weiteren Serienrollen in Bloodline, IZombie und I'm Dying Up Here, folgte 2018 die Rolle des Toby im Actionfilm Destroyer. 2019 übernahm er als Roy Maddow eine Nebenrolle im Thriller Jean Seberg – Against all Enemies.
2019 übernahm er zudem in der Dramaserie Yellowstone als Agent Steve Hendon eine Nebenrolle.

## Filmografie (Auswahl)
- 2005: Til Parole Do Us Part (Kurzfilm)
- 2005: Over There – Kommando Irak (Over There, Fernsehserie, Episode 1x09)
- 2005: CSI: Vegas (CSI: Crime Scene Investigation, Fernsehserie, Episode 6x04)
- 2005: Close to Home (Fernsehserie, Episode 1x03)
- 2005: Cold Case – Kein Opfer ist je vergessen (Cold Case, Fernsehserie, Episode 3x10)
- 2006: Just Legal (Fernsehserie, Episode 1x07)
- 2006: Seraphim Falls
- 2006: Without a Trace – Spurlos verschwunden (Without a Trace, Fernsehserie, Episode 5x04)
- 2006–2019: Veronica Mars (Fernsehserie, 10 Episoden)
- 2007: CSI: Miami (Fernsehserie, Episode 6x06)
- 2009: The Closer (Fernsehserie, Episode 4x13)
- 2010: 24 (Fernsehserie, Episode 8x14)
- 2011: Justified (Fernsehserie, Episode 2x02)
- 2011: L.A. Noire (Videospiel, Stimme)
- 2011: Body of Proof (Fernsehserie, Episode 2x04)
- 2012: True Blood (Fernsehserie, 3 Episoden)
- 2012: Atlas Shrugged II: The Strike (Atlas Shrugged: Part II)
- 2012: The Mentalist (Fernsehserie, Episode  5x10)
- 2013: Hangover Girls – Best Night Ever (Best Night Ever)
- 2014: Blue (Fernsehserie, Episode 3x01)
- 2015: Fargo (Fernsehserie, Episode  2x03)
- 2016: Certain Women
- 2016: Message from the King
- 2017: Wind River
- 2017: The Endless
- 2017: Bloodline (Fernsehserie, Episode 3x07)
- 2018: IZombie (Fernsehserie, Episode 4x09)
- 2018: I’m Dying Up Here (Fernsehserie, Episode 2x04)
- 2018: Destroyer
- 2019: Jean Seberg – Against all Enemies (Seberg)
- 2019–2024: Yellowstone (Fernsehserie, 12 Episoden)
- 2020: Home
- 2021: They Want Me Dead (Those Who Wish Me Dead)
- 2021–2024: Mayor of Kingstown (Fernsehserie, 10 Episoden)
- 2022: 1883 (Fernsehserie, 4 Episoden)
- 2023–2024: Special Ops: Lioness (Fernsehserie, 16 Episoden)
- seit 2024: Landman (Fernsehserie)